# We Belong Together
We Belong Together is een nummer van de Amerikaanse R&B-zangeres Mariah Carey uit 2005. Het is de tweede single van haar tiende studioalbum The Emancipation of Mimi. Het nummer gaat over een vrouw die haar ex terug wil.
"We Belong Together" werd geschreven door Mariah Carey zelf, Jermaine Dupri, Manuel Seal en Johntá Austin, maar omdat in het nummer stukken tekst verwerkt zitten van If You Think You're Lonely Now van Bobby Womack uit 1982, en Two Occasions van The Deele uit 1987, staan er meerdere schrijvers op de credits vermeld.
Het nummer werd wereldwijd een grote hit. In de Amerikaanse Billboard Hot 100 werd het een nummer 1-hit. In de Nederlandse Top 40 haalde het de nummer 2-positie, en in de Vlaamse Ultratop 50 haalde het nummer 12.